# Albogas
Albogas é uma localidade da freguesia de Almargem do Bispo, Pero Pinheiro e Montelavar, concelho de Sintra.